# 上一洞站
上一洞站（：／ Sangildong yeok */?）是首都圈電鐵5號線沿線的一座地下車站，同時也是河南線的起點車站，位於韓國首爾特別市江東區高德洞與上一洞的邊界。

## 車站構造
站體為2面3線雙島式月台的地下車站，候車月台設有月台幕門，並有4處出口；1、2號出口位於高德洞，3、4號出口則位於上一洞。

### 月台配置
| 高德 ↑          |
| ４３ \| ２１ \| |
| ↓ 江一          |

| 月台 | 路線             | 目的地                                                    |
| ---- | ---------------- | --------------------------------------------------------- |
| 1、2 | ●首都圈電鐵5號線 | 千戶、踏十里、木洞、傍花方向                              |
| 3、4 | ●首都圈電鐵5號線 | 河南豐山、河南黔丹山方向 進入高德車輛基地的列車在此站終着 |

## 歷史
- 1995年11月15日：落成啟用。
- 2020年8月8日：河南線上一洞站－河南豐山站路段通車，本站不再作為終點站使用。

## 車站周邊
- 高德車輛基地（朝鲜语：고덕차량사업소）
- 江東公車總站
- 首都圈一環高速公路·首爾襄陽高速公路江一交流道
- 首爾外環高速公路上一交流道
- 高德洞郵局
- 高德中學
- 首爾江德初等學校
- 首爾高一初等學校

## 圖片

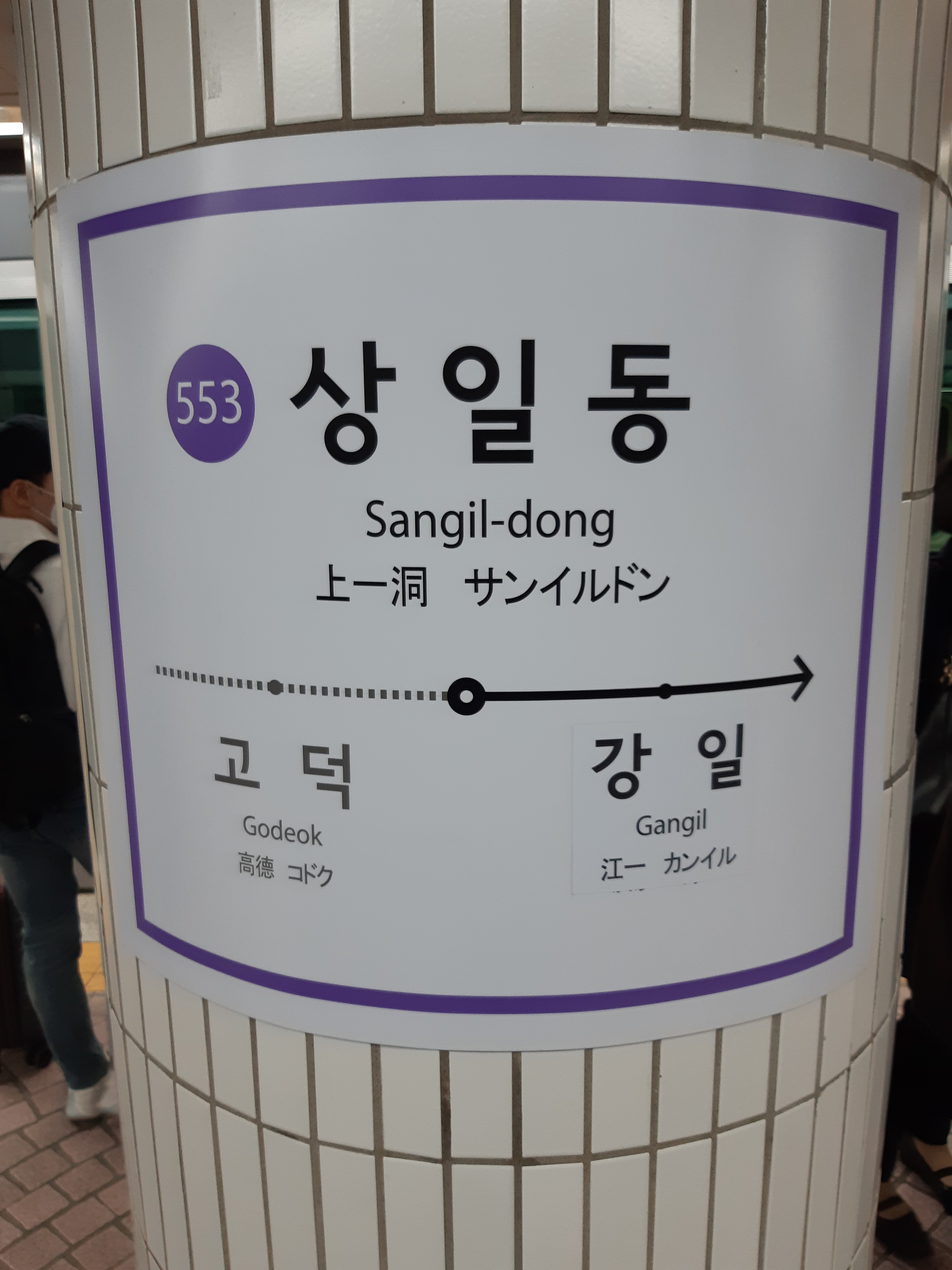
站名牌
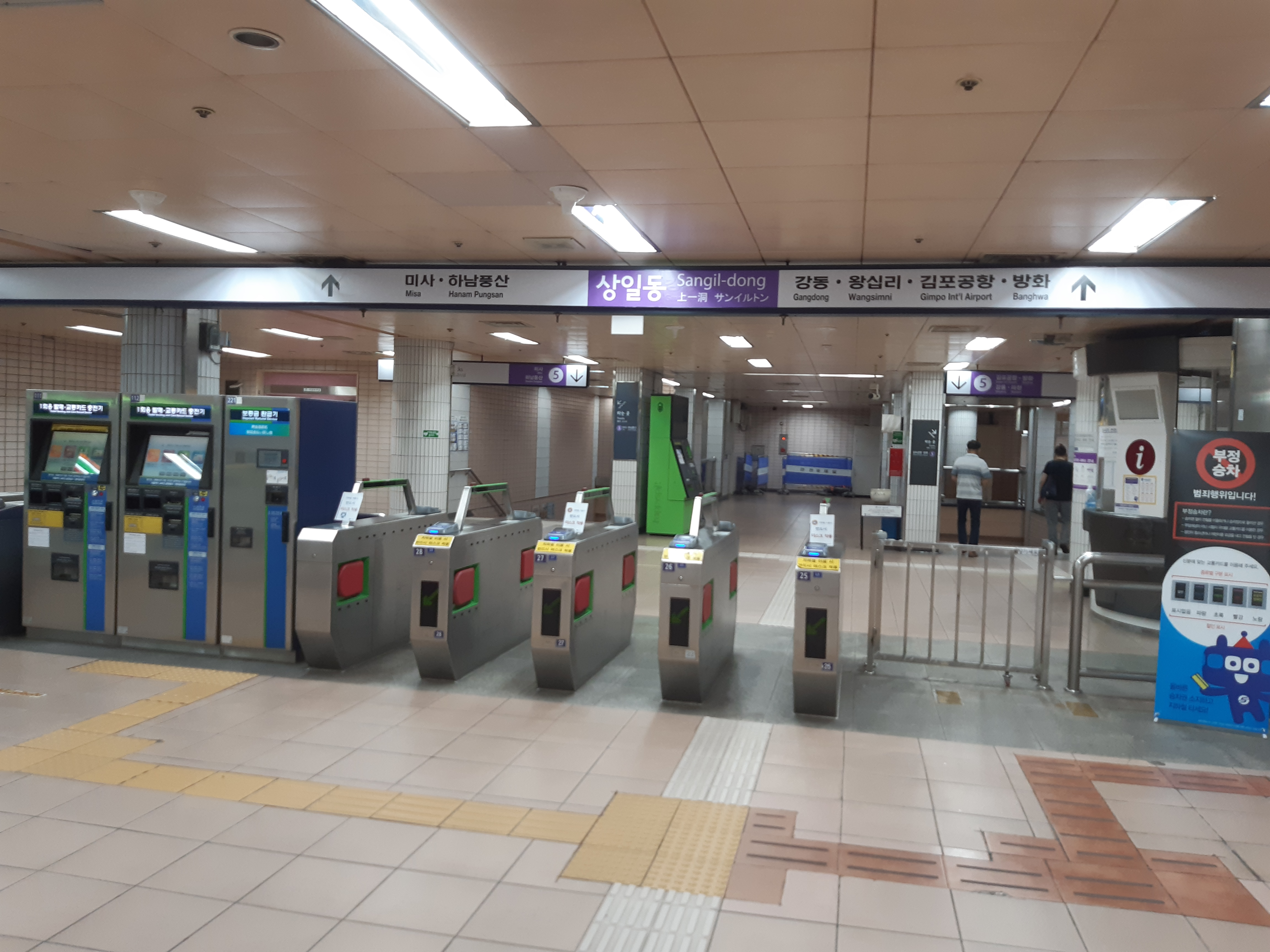
剪票閘口
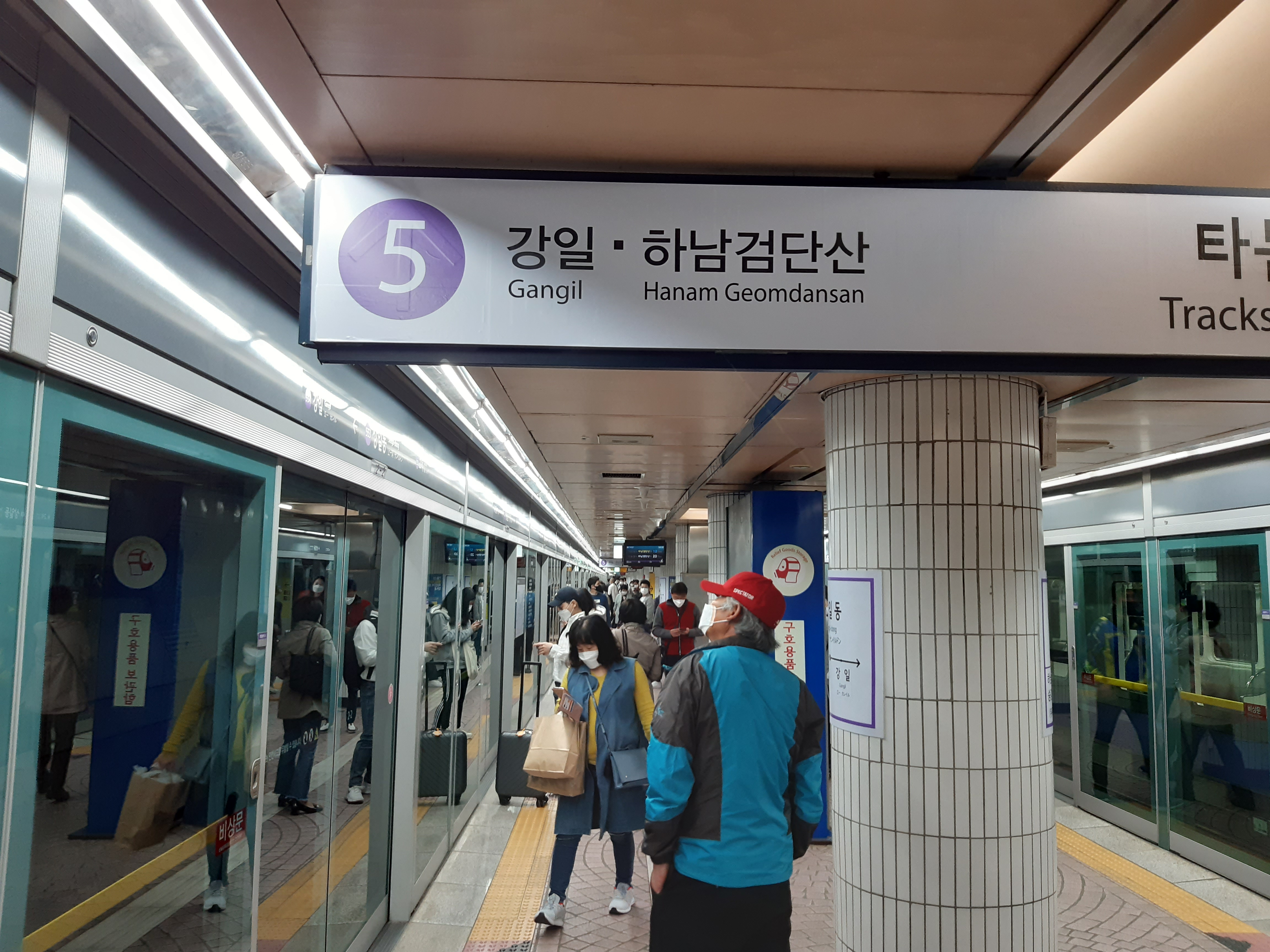
候車月台
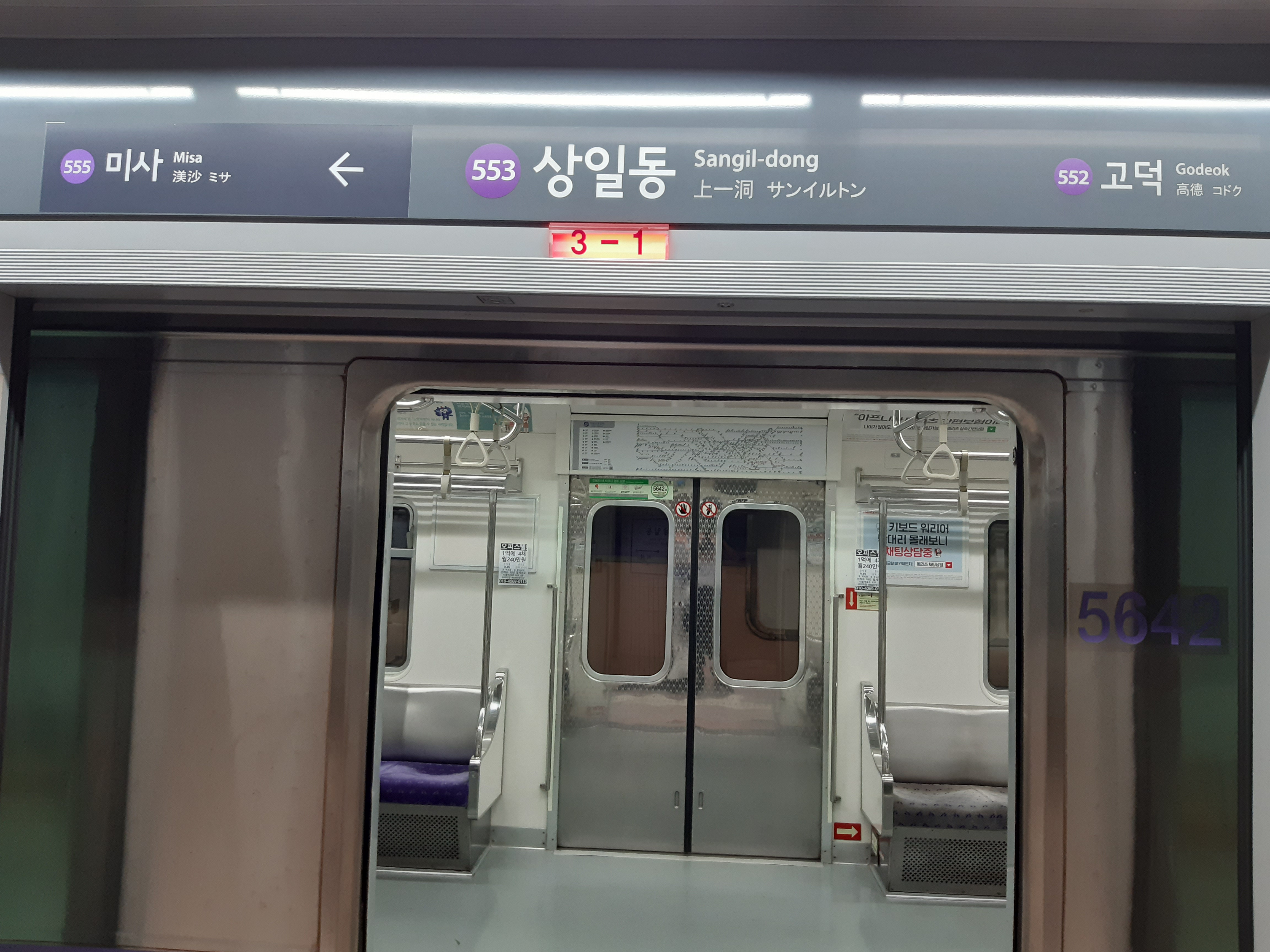
月台門與列車內部
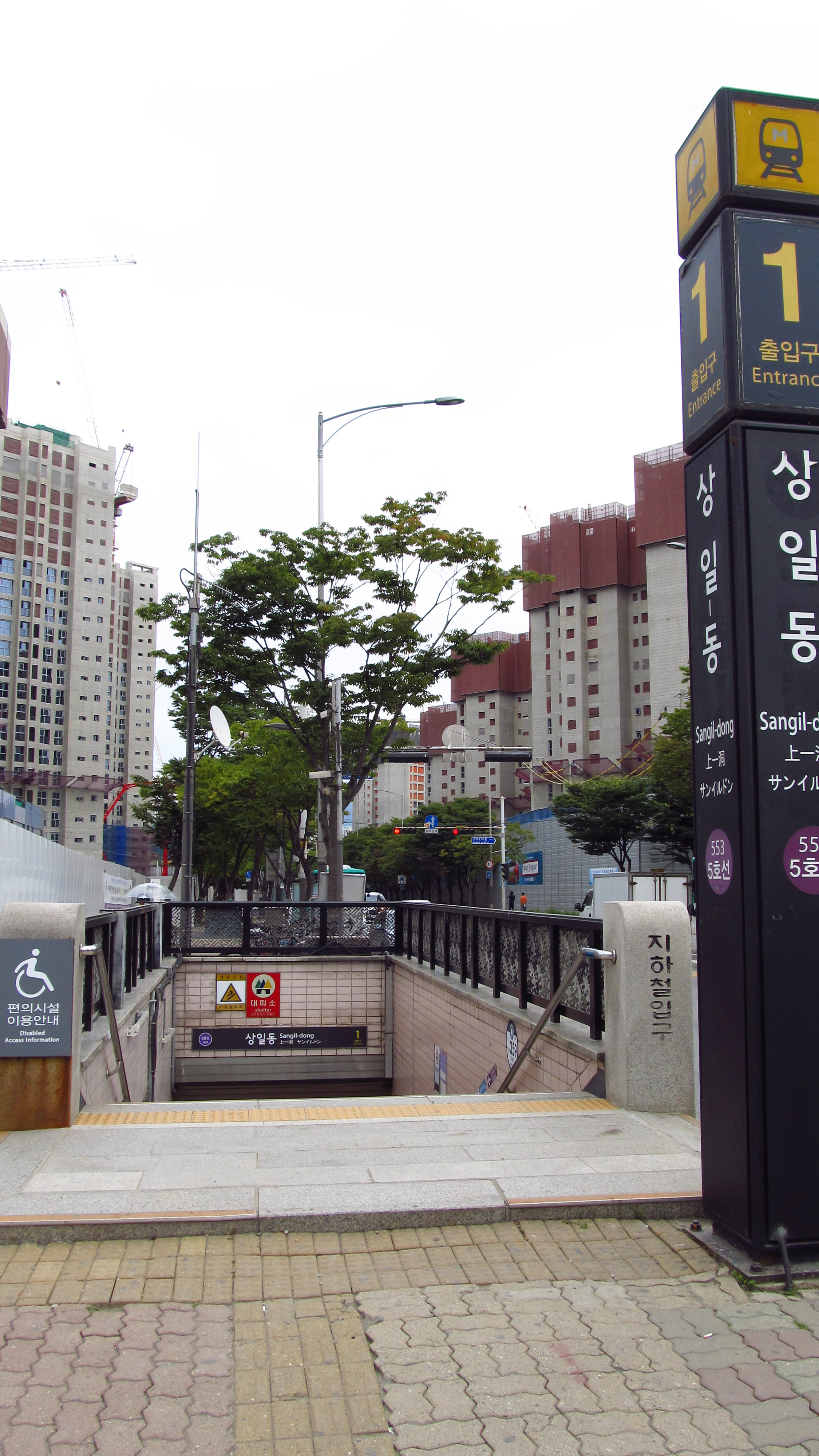
1號出口
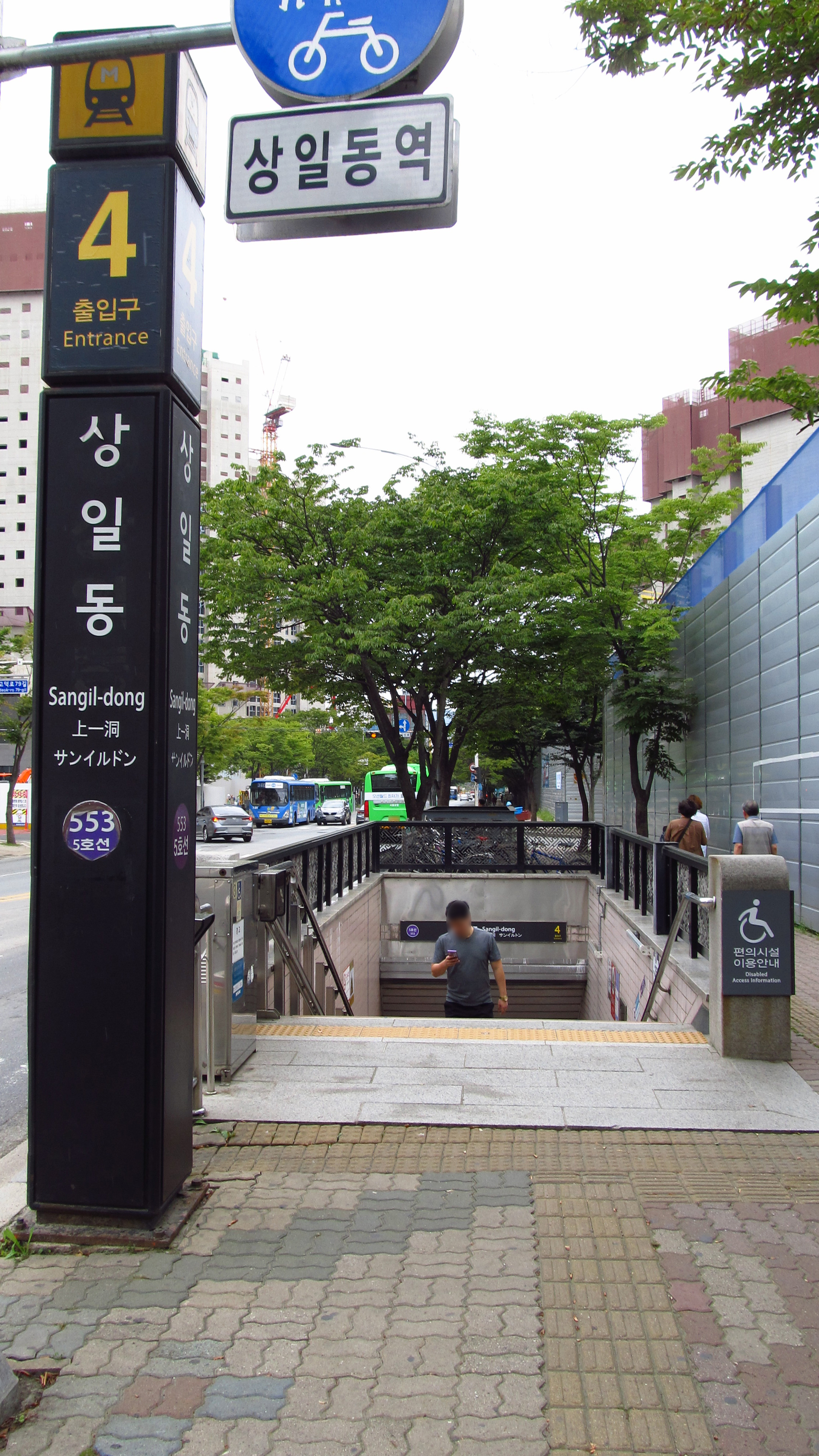
4號出口

## 相鄰車站
首爾交通公社
●首都圈電鐵5號線
高德（552）－上一洞（553）－江一（554）